# 권혁주 (바이올린 연주자)
권혁주(1985년 12월 17일 ~ 2016년 10월 12일)는 대한민국의 바이올리니스트이다.

## 생애

### 어린 시절과 활동
권혁주는 세살 때부터 바이올린을 시작했고, 한국예술종합학교 예비학교에 입학했다가 아홉살 때인 1993년 러시아로 유학을 떠났다. 그곳에서 모스크바 중앙음악학교와 모스크바 음악원에 입학해 학업을 계속했다.
열한 살이 되던 1995년 차이코프스키 청소년 국제 콩쿠르에서 입상하며 일찍부터 바이올린 영재로 본격적인 두각을 나타냈다. 열아홉 살 때인 2004년 파가니니 국제 바이올린 콩쿠르 우승, 덴마크의 칼 닐센 바이올린 콩쿠르에서 한국인으로선 최초 우승, 이듬해 퀸 엘리자베스 콩쿠르 6위 입상 등으로 실력을 입증했다.
이후 모스크바 방송 교향악단, 모스크바 필하모닉 오케스트라 등과 협연하면서 금호아시아나솔로이스츠, 칼라치 스트링 콰르텟, 올림푸스 앙상블을 이끄는 등 실내악 연주에서도 활발한 활동을 펼쳤다. 연주활동과 함께 서울대학교, 한국예술종합학교에 출강하며 후학 양성에도 힘써왔으며, 2006년 제2회 금호음악인상을 수상했다.

### 사망
권혁주는 2016년 10월 12일 자정 0시 30분경 부산광역시 해운대구의 호텔 앞에 도착한 택시 안에서 숨진 채로 발견됐다. 당시 권혁주는 12일 오후 7시 30분 부산 문화회관에서 열리는 연주회를 앞두고 11일 서울에서 부산으로 왔으며, 전날 저녁 부산 남구에 사는 친구 집에서 지인들과 술을 마셨고 12일 0시 10분께 택시를 타고 숙소인 해운대 호텔로 이동하던 중이었다. 택시 운전기사는 "손님이 광안대교를 지날 때 의식이 있었고 이후 잠을 자는 것처럼 보였는데 호텔에 도착했을 때 숨을 쉬지 않았다"며 "호텔 직원이 달려와 심폐소생술을 시도했으나 깨어나지 않았다"고 말했다. 119구조대에 의해 인근 병원으로 옮겨졌으나 이미 숨진 뒤였다.
소지품에 항부정맥제 알약이 있었다. 정확한 알약 이름은 보도되지 않았지만, 가장 최신의 항부정맥제로 유명한 멀택은 심장정지로 인한 사망 위험이 부작용으로 알려져 있다.